# Centrale de la Sainte-Marguerite-1
La centrale de la Sainte-Marguerite-1 désigne un aménagement hydroélectrique de 30,5 MW, constitué d'une centrale et d'un barrage, construit en 1908 près de l'embouchure de la rivière Sainte-Marguerite par la Gulf Pulp and Paper Company. 
Après avoir été abandonnée vers la fin des années 1960, elle est remise en service en 1993 par la compagnie Hydromega. Sa puissance installée initiale de 8,5 MW est triplée au début des années 2000 avec l'installation de deux groupes additionnels. La centrale est aujourd'hui la propriété d'Innergex énergie renouvelable et du régime des rentes du Mouvement Desjardins. Toute l'énergie électrique produite à cette centrale depuis 1993 est vendue à Hydro-Québec dans le cadre de contrats à long terme.

## Histoire

### Clarke City
Les frères William et George Clarke s'installent à l'embouchure de la rivière au début du XXe siècle et construisent une usine de pâte à papier. Ils aménagent le village de Clarke City entre 1900 et 1904 pour loger les employés de l'usine. La pulperie sera en opération à compter de 1908. 
La fabrication de pâte à papier a Clarke City est fortement intégrée à l'activité principale d'édition des deux éditeurs torontois. Autre exemple d'intégration verticale, l'usine de la Gulf Pulp and Paper Company tire profit de la force hydraulique acquise du gouvernement et construit une première centrale hydroélectrique d'une puissance de 12 000 chevaux-vapeur (8 952 kW) qui produira l'électricité nécessaire pour alimenter l'usine, le village et la ville de Sept-Îles voisine. Le développement des opérations des deux frères comprend également la construction d'un premier chemin de fer dans la région, qui reliait l'usine aux installations portuaires de la Pointe-Noire à Sept-Îles.
Le développement de Clarke City, « ville de compagnie » moderne et dotée d'un quai, de réseaux d'aqueduc, d'égout et d'électricité, de services de santé, d'éducation, d'hébergement et de loisirs devient une référence pour plusieurs autres villages de la Côte-Nord construits pour exploiter les richesses naturelles du territoire. Le village, qui compte à l'époque « quelques centaines » d'habitants sera le principal centre de peuplement de la côte, jusqu'à la fondation de Baie-Comeau.
La compagnie Gulf Pulp and Paper a obtenu le droit de louage des forces hydrauliques sur le site dit des « Deuxièmes Chutes » par une loi d'intérêt privé adoptée en février 1951. Un barrage d'une hauteur de chute de 37 m est construit sur le site entre 1952 et 1954 par la compagnie Gulf Power, filiale de l'Iron Ore du Canada (IOC). La Gulf Pulp and Paper vend ses propriétés au tournant des années 1970. La filiale de l'IOC acquiert le barrage à crête déversante de la Première chute et le lit de la rivière entre les deux barrages, de manière à maintenir le niveau aval de du barrage SM-2 et garantir le bon fonctionnement de sa centrale.
« Les terrains, les ouvrages, le droit d'utiliser les forces hydrauliques et le droit d'entretenir les ouvrages nécessaires à la production d'énergie » au site de la Première Chute sont vendus en 1969 à la compagnie Les Immeubles Arnaud Limitée, qui prend possession des actifs immobiliers, et sa filiale, la Corporation d'électricité de la Rivière Hall, qui détient les droits hydrauliques. Les Immeubles Arnaud sont vendus à des notables locaux en 1973. L'entreprise réalise quelques profits en vendant une partie de ses 1 500 ha de terrains à des fins résidentielles. Une quarantaine de lots à bâtir sont vendus par la compagnie dans le secteur de Clarke City entre 1973 et 1975.

### Tentative de réouverture
Les propriétaires des Immeubles Arnaud activent ensuite la société Rivière Hall pour tenter de valoriser le potentiel hydroélectrique. Rivière Hall commande une étude à Montreal Engineering Company (en) en octobre 1978 pour connaître le potentiel technique et économique du site de la Première chute. Le rapport, qui a coûté 10 000 $, estime que la mise en valeur de la rivière est possible en réalisant un aménagement de 7 millions S, mais qu'il ne serait pas rentable, notamment en raison de la vétusté des équipements de production. À compter de 1979, les gens d'affaires mandatent un actionnaire et vice-président de la compagnie, l'avocat Gérard M. Harquail, pour d'intéresser Hydro-Québec ou IOC à différents scénarios de développement. En 1987, Harquail contacte à nouveau Hydro-Québec après l'adoption par la société d'État d'une nouvelle politique d'achat de la production de petites centrales hydroélectriques privées de 25 MW et moins.
Les négociations entre les deux parties se poursuivent en 1987 et vers la fin de l'année, la firme de génie-conseil SNC Hydro contacte la ville de Sept-Îles en indiquant qu'elle serait en mesure de « mettre en place le financement, construire [...] et opérer le projet en conjonction avec la Compagnie d'électricité de la Rivière Hall », dans l'éventualité où une entente avec Hydro-Québec était conclue. Au début de 1988, les démarches initiales pour obtenir les permis nécessaires se poursuivent. En réponse à une demande de commentaire sur un projet de directive mettant formellement le processus d'évaluation environnementale, la société Rivière Hall reconnaît qu'elle n'a pas retenu les services d'un consultant en matière d'environnement, et demandant au gouvernement la permission d'être dispensé de cette obligation. 
Quelques jours plus tard, une entente de principe intervient entre Hydroméga et tous les actionnaires de Les Immeubles Arnaud, à l'exception d'Harquail pour la vente de toutes les actions de la compagnie à condition que Gérald Harquail se départisse de ses titres. En décembre 1988, Hydro-Québec fait connaître ses exigences relatives aux conditions d'achat de l'électricité des petites centrales. Harquail cède et la propriété du site est vendue à une filiale de Hydroméga pour une somme de 2 millions $ le 24 février 1989.

### Réouverture et modernisation
Le site hydroélectrique de la Première chute est réhabilité au coût de 15,5 millions $ par la filiale Hydrowatt SM-1 entre avril 1992 et octobre 1993. La puissance installée de la centrale est de 8,5 MW. À sa remise en service, elle pouvait produire 60 GWh d'énergie par année. 
L'entreprise a ajouté deux groupes turbo-alternateurs au début des années 2000, alors qu'Hydro-Québec s'apprêtait à mettre en service la centrale SM-3. Depuis 2002, sa puissance installée est de 30,5 MW. 
L'usine est aujourd'hui la propriété d'un partenariat formé d'Innergex (50,01%) et du Régime des rentes du Mouvement Desjardins (49,99%). L'électricité produite à la centrale Sainte-Marguerite-1 est vendue à Hydro-Québec dans le cadre de contrats à long terme,.